# Franz Lauska
Franz Seraphinus Lauska, auch František Ignác Louska (* 13. Januar 1764 in Brünn als Franciscus Ignatius Joannes Nepomucensis Carolus Boromaeus Laucžka; † 18. April 1825 in Berlin) war ein deutscher Pianist mährischer Herkunft, Komponist und Lehrer von Giacomo Meyerbeer. Lauska galt als „einer der brillantesten Klaviervirtuosen seiner Zeit“.

## Leben
Lauska wurde als Sohn des kaiserlichen Beamten Ignaz Franz Lauska in Brünn geboren. Es ist anzunehmen, dass er während seiner Studien in Wien 1784 Schüler von Johann Georg Albrechtsberger war. Er reiste nach Italien, betätigte sich während seiner Anstellung am Bayerischen Hof in München kammermusikalisch und unterrichtete ab 1794 in Kopenhagen, bis er schließlich 1798 nach Berlin ging. Dort war er als Pianist tätig, komponierte und war Klavierlehrer mehrerer preußischer Prinzessinnen und Prinzen sowie des jungen Giacomo Meyerbeer. Er leitete im Jahre 1802 in Vertretung von Carl Friedrich Zelter Proben der Sing-Akademie zu Berlin und wurde später Mitglied von Zelters  Liedertafel.
Lauska kannte mit einiger Wahrscheinlichkeit Ludwig van Beethoven, dessen Werke er vor der Drucklegung Korrektur las und war mit Carl Maria von Weber befreundet, welchem Lauska seine Klaviersonate Nr. 2 As-Dur op. 39 (Jähns 199) widmete. Um 1816 gab er Felix und Fanny Mendelssohn Klavierunterricht. Seine Klaviersonate op. 37 widmete er Victoire Lichtenstein, Ehefrau des Naturforschers Hinrich Lichtenstein.

### Briefe
Seine aufschlussreichen Briefe, welche sich u. a. mit dem Berliner Musik- und Gesellschaftsleben der Zeit beschäftigen, sind bei Sieber (2016) wissenschaftlich ediert. Die Briefautographen Lauskas werden vor allem von der Staatsbibliothek zu Berlin und dem Sächsischen Staatsarchiv Leipzig aufbewahrt.

## Werke
Lauska komponierte zum größten Teil Klaviermusik (ca. 25 Sonatas, Rondos, Variationen, Polonaisen, Capriccios usw.), die er seinen Schülern zugedachte. Technisch sind die für Anfänger geschriebenen Werke nicht schwierig, doch gleichwohl musikalisch anspruchsvoll. Ein vollständiges Werkverzeichnis ist von Anke Sieber (2016) vorgelegt worden.